# Rozier-en-Donzy
Rozier-en-Donzy ist eine französische Gemeinde mit 1.421 Einwohnern (Stand: 1. Januar 2022) im Département Loire in der Region Auvergne-Rhône-Alpes. Sie gehört zum Arrondissement Montbrison und zum Kanton Feurs.

## Geografie
Rozier-en-Donzy liegt in der historischen Provinz Forez. Umgeben wird Rozier-en-Donzy von den Nachbargemeinden Bussières im Norden, Sainte-Agathe-en-Donzy im Nordosten, Cottance im Osten, Civens im Süden und Südwesten sowie Pouilly-lès-Feurs im Westen.

## Bevölkerungsentwicklung
| Jahr                       | 1962 | 1968 | 1975 | 1982 | 1990 | 1999 | 2006 | 2017 |
| -------------------------- | ---- | ---- | ---- | ---- | ---- | ---- | ---- | ---- |
| Einwohner                  | 1328 | 1303 | 1165 | 1172 | 1146 | 1268 | 1359 | 1444 |
| Quellen: Cassini und INSEE |      |      |      |      |      |      |      |      |

## Sehenswürdigkeiten
- Kirche Saint-Pierre, ursprünglich aus dem 15. Jahrhundert, heutiger Bau von 1860
- Kapelle Saint-Roch aus dem 17. Jahrhundert

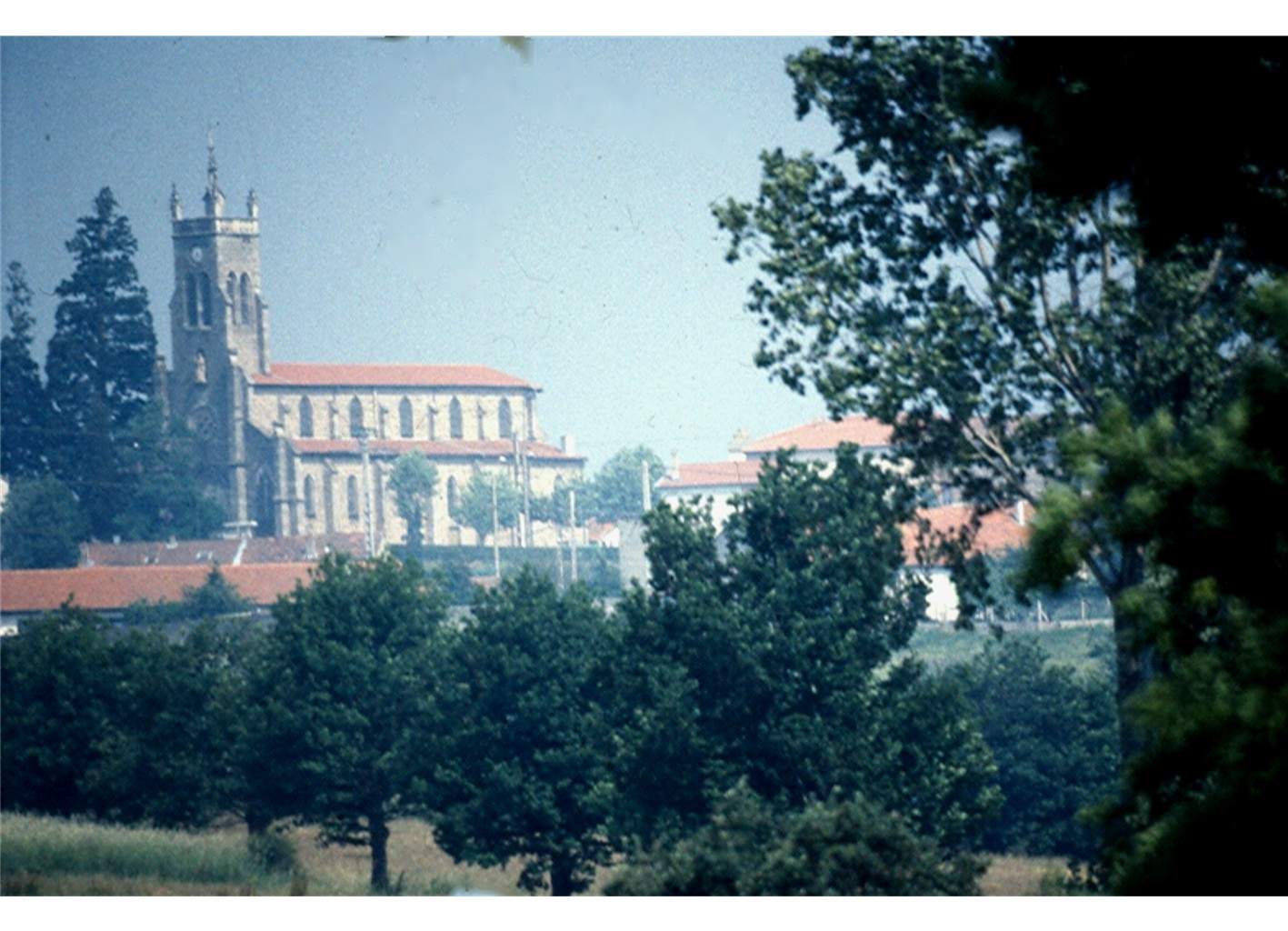
Kirche Saint-Pierre
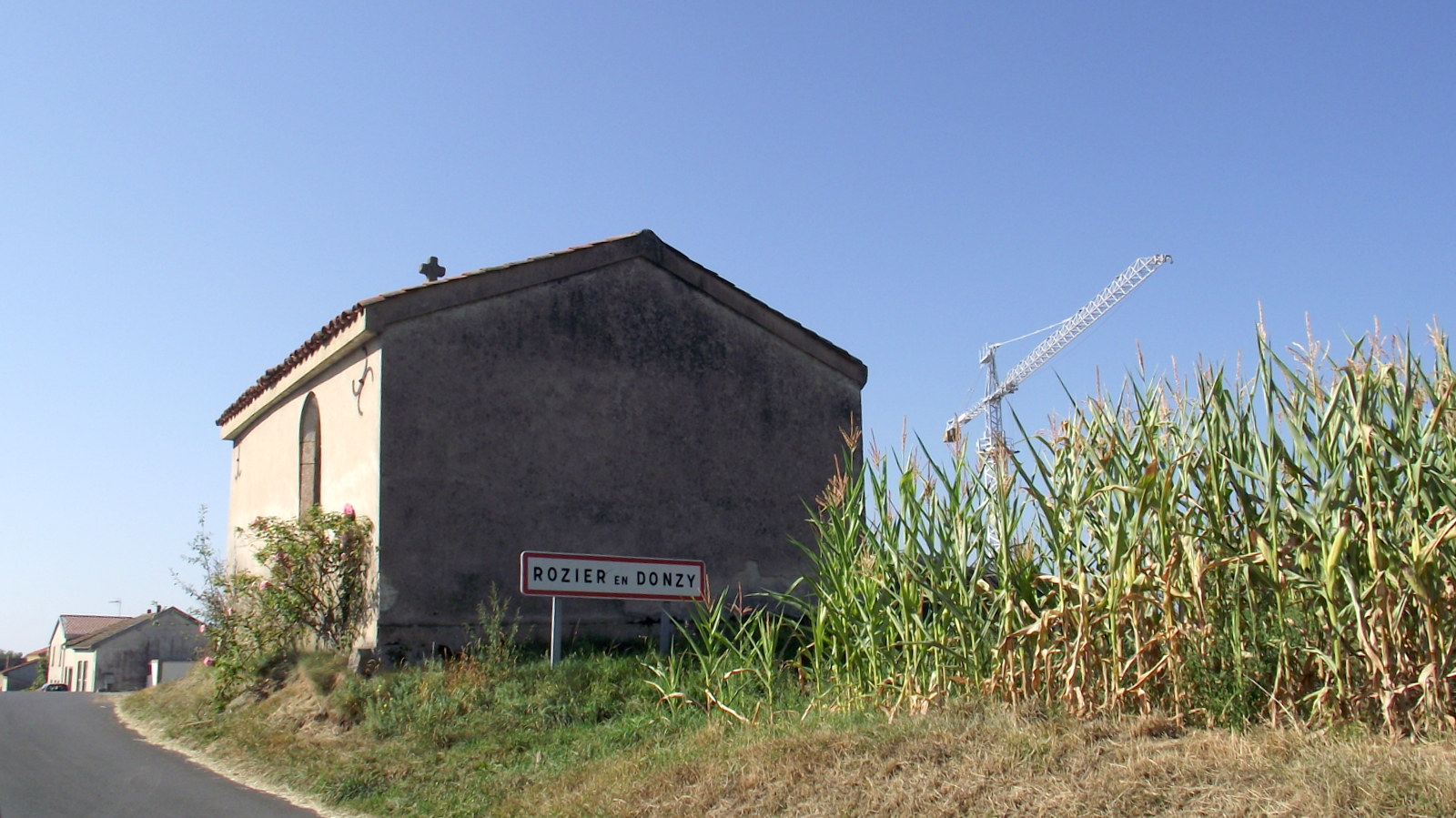
Kapelle Saint-Roch